# Place d'Andorre
La place d'Andorre est une voie située dans le quartier de la Muette du 16e arrondissement de Paris.

## Situation et accès

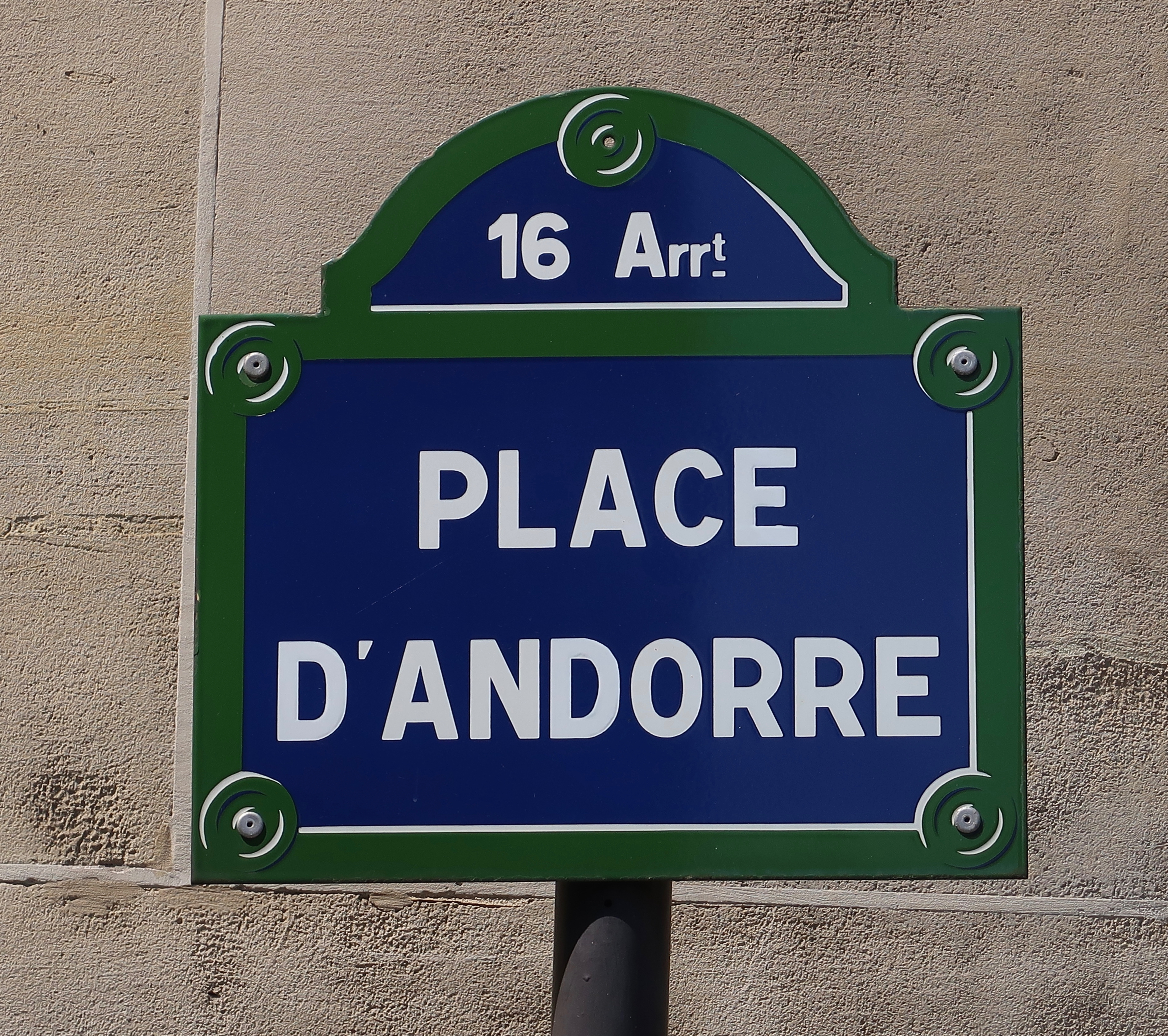
Plaque.

La place d'Andorre est desservie par le RER C à la gare de Boulainvilliers et la ligne 9 à la station La Muette.

## Origine du nom
Elle porte le nom de la principauté d'Andorre en raison de la proximité de l'ambassade d'Andorre au no 1 de la place et au 51, rue de Boulainvilliers.

## Historique
Cette place, délimitée sur l'emprise des voies qui la bordent, prend en 2005 le nom de « place d'Andorre ».

## Bâtiments remarquables et lieux de mémoire
- La place accueille l'entrée de la gare de Boulainvilliers.

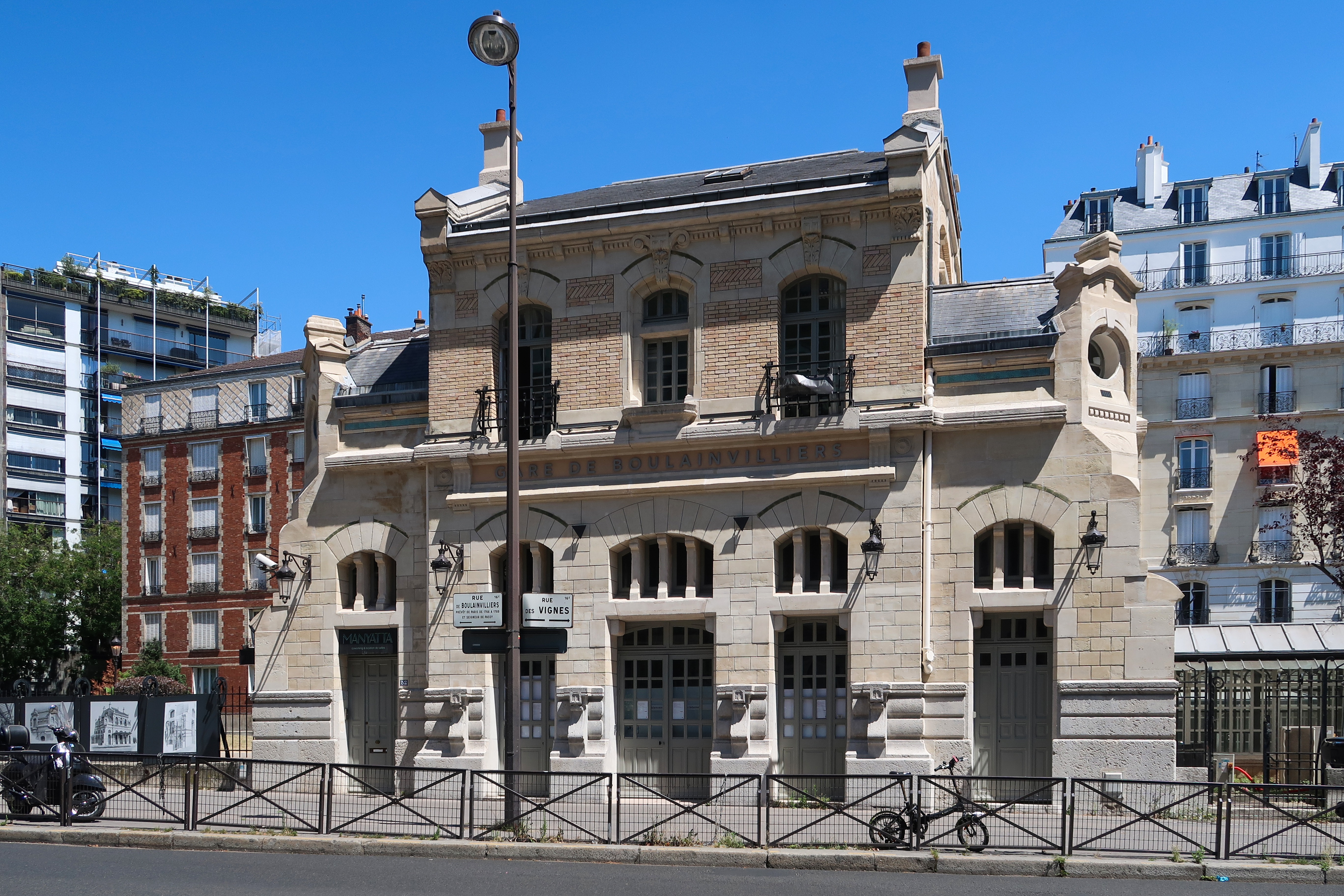
Entrée de la gare de Boulainvilliers.
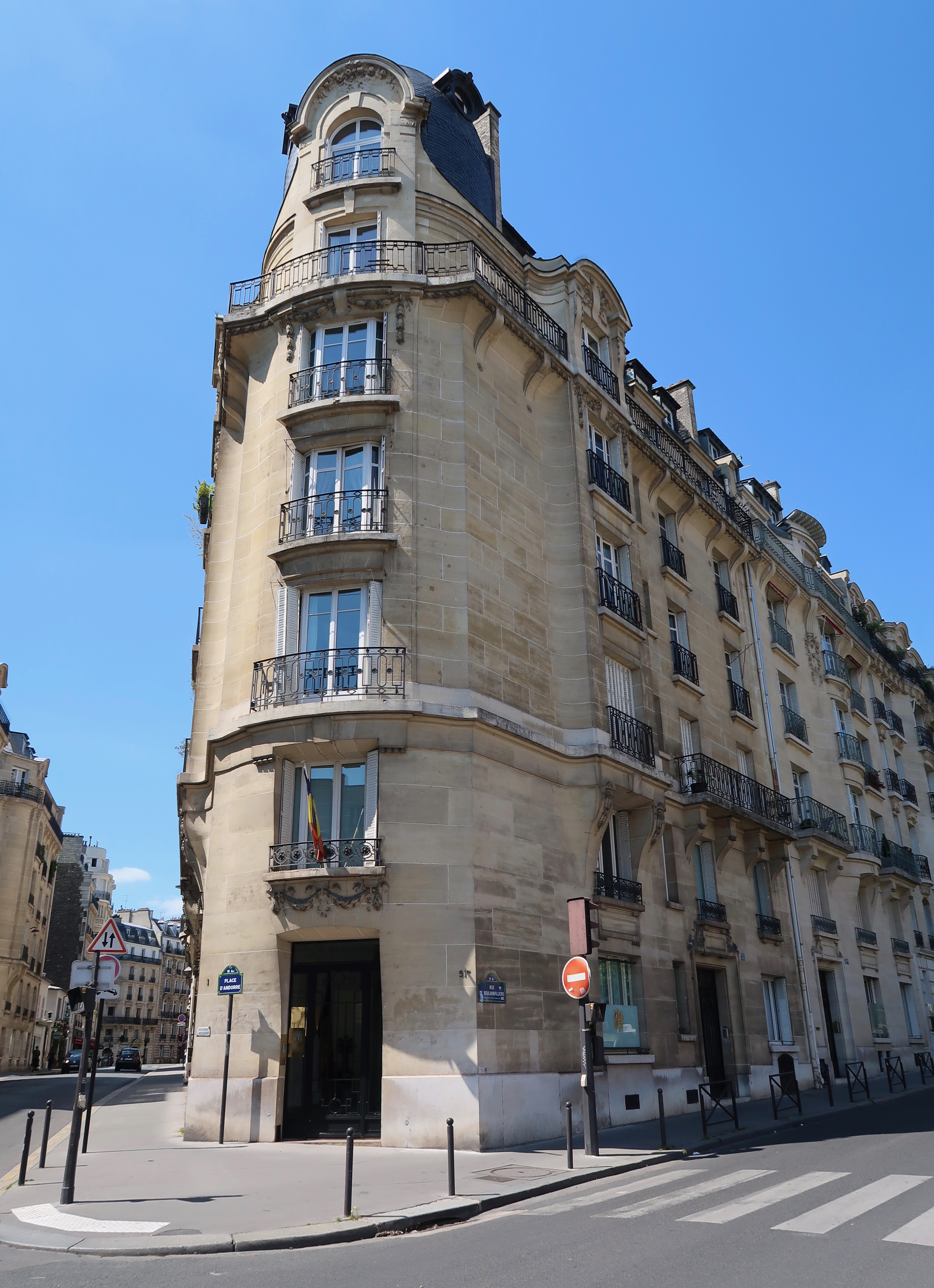
Ambassade d'Andorre en France.
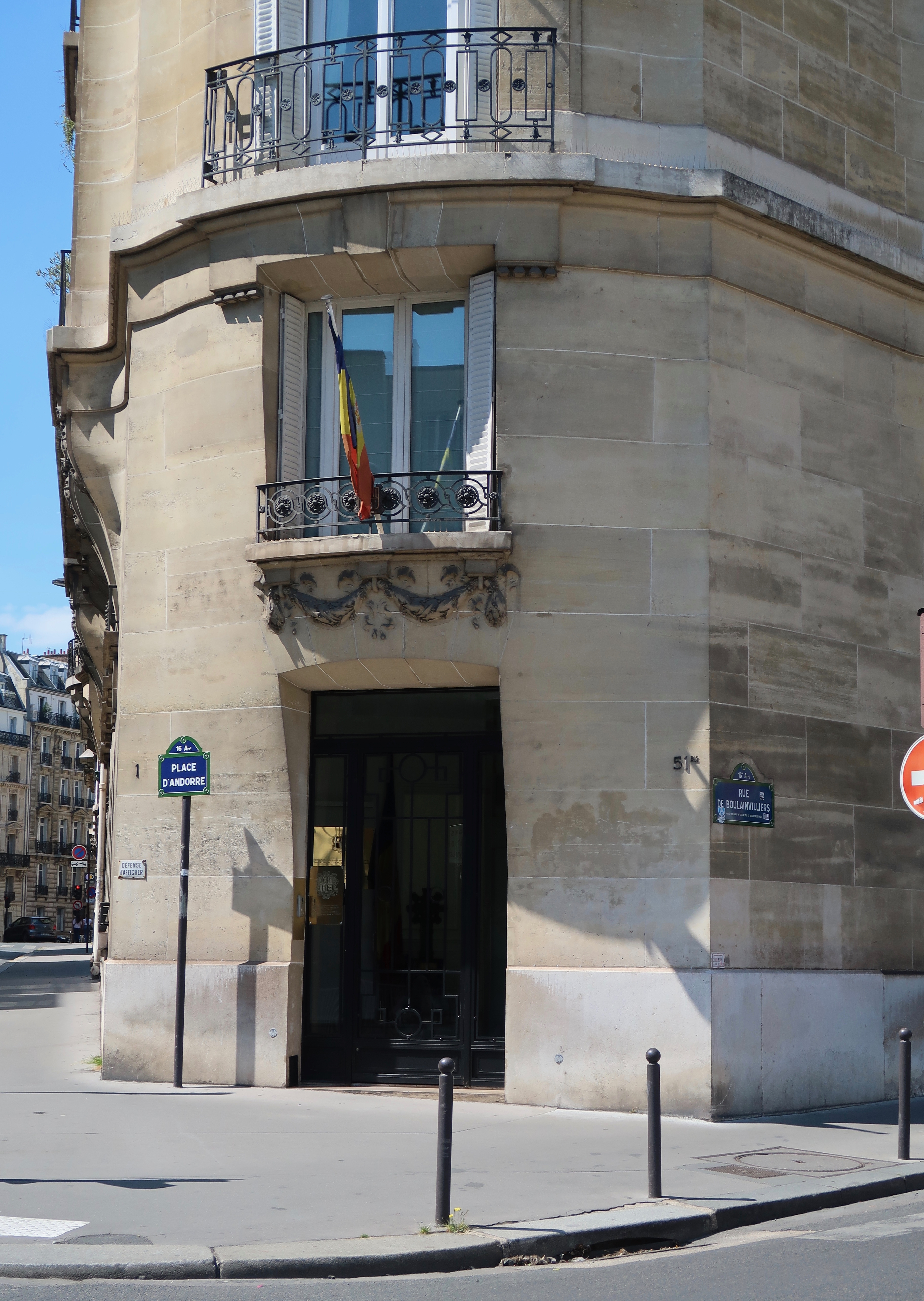
Détail de l'entrée.